# Северный остров (Чикаго)

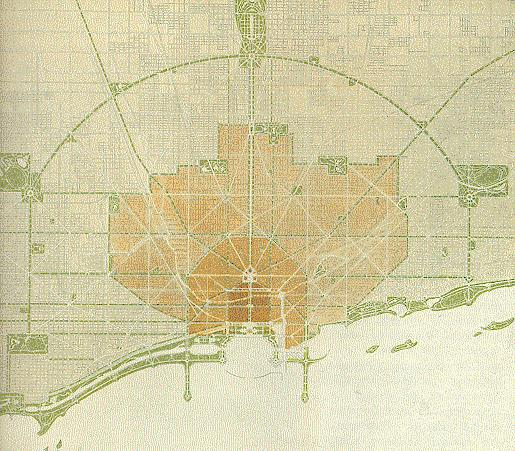
План Бёрнема по застройке Чикаго 1909 года (север — справа)

Северный остров (англ. Northerly Island) — искусственный полуостров площадью 370 000 м² в Чикаго на озере Мичиган. Соединяется с основной частью города узким перешейком вдоль Солидерити-Драйв. В северной части острова расположен Планетарий Адлера, являющийся частью Музейного кампуса Чикаго. В южной части ранее располагался аэропорт Мейгс-Филд, демонтированный в 2003 году. На его месте был разбит парк, а также построена открытая концертная площадка на 7500 мест.

## Описание
Создание Северного острова было задумано при составлении архитектором Дэниелом Бернхэмом плана застройки Чикаго в 1909 году. Предполагалось создать на берегу озера Мичиган несколько островов с парками, Северный остров должен был стать южной границей гавани Чикаго-Харбор (ныне Монро-Харбор). Работы по созданию острова начали в 1920 году и закончились в 1925 году, строительство обошлось городу в 20 миллионов долларов.
В 1930 году на острове был построен планетарий Адлера, а в 1933—1934 годах он стал центром всемирной выставки «Век прогресса». Власти Чикаго предлагали в 1946 году построить на Северном острове штаб-квартиру ООН, но её было решено разместить в Нью-Йорке. В 1947 году большую часть острова занял небольшой аэропорт, демонтированный в 2003 году и заменённый впоследствии парком.